# 非洲和尚
《非洲和尚》（英語：Crazy Safari）是1991年7月5日在英属香港上映的魔幻电影。

## 剧情
阿陈在英国交易会买到了他祖宗的僵尸，并且用飞机运回去，不料飞机在非洲大陆就出事儿了，天上大雾，加上罗盘坏了，不知道方向，飞着飞着又没油了，他们只得扔掉飞机上的重物，带上降落伞跳伞。此时，非洲和尚正好从白人那儿救助了几个土著人，一个白人女老大拿着枪准备射击他，而飞机上的飞行员扔下一瓶饮料，砸在她的头上，这群非法贩卖人口的人贩子跑过来准备抓住非洲和尚，但是飞机上仍下更多的饮料，砸倒了全部人贩子。土著人和非洲和尚趁机逃跑，不料被追上了，而此时僵尸正好掉落在他们的包围圈里。人贩子投出标枪去射杀僵尸，但是僵尸刀枪不入，非洲和尚好气地看着僵尸，并把他头上的符纸撕掉了。僵尸活了过来，一把就把人贩子们打败了。非洲和尚觉得拿了别人的东西是不对的，准备还给活蹦乱跳的僵尸。最后把符纸贴到原处才镇住僵尸。三个被解救的土著人身上捆绑的绳子铃铛，非洲和尚解散绳子时，铃铛作响，僵尸一跳一跳的，非洲和尚以为是僵尸是天神，就把他供奉在村里。非洲和尚也把受伤的女人口贩子救回了村。阿陈和大师也来到了村子。并找到了他们的祖宗。住了一阵子之后，两人准备回家。此时人贩子攻打进了村子。护送他们出村的非洲和尚告诉他们村子有急事，请求天神（僵尸）的帮助，僵尸都感动得流泪了。人贩子也请来了一个巫师和一个非洲本土高大的僵尸。经过激将法，中国僵尸战胜了非洲僵尸，并把人贩子全部赶出了村子。

## 演员
| 演员   | 角色     | 备注                                     |
| 历苏   | 非洲和尚 | 非洲原始人                               |
| 林正英 | 大师     | 中国茅山道士                             |
| 周星驰 | 旁白     | 解说员                                   |
| 吴孟达 | 旁白     | 解说员                                   |
| 卓勝利 | 台版旁白 | 解说员                                   |
| 高玉珊 | 台版旁白 | 解说员                                   |
| 陳山河 | 阿森     | 在拍賣會上要把祖宗找回來                 |
| 陳龍   | 殭屍     | 鄧氏祖宗                                 |
| 鮑德熹 | 司徒先生 | 一个古文物专家                           |
| 李小龙 | 李小龙   | 利用李小龙生前电影加上剪接CG加在电影里面 |